# Bobbingworth
Bobbingworth is een civil parish in het bestuurlijke gebied Epping Forest, in het Engelse graafschap Essex met 280 inwoners.